# Dactylochelifer amurensis
Espèce
Synonymes
- Chelifer amurensis Tullgren, 1907

Dactylochelifer amurensis est une espèce de pseudoscorpions de la famille des Cheliferidae.

## Distribution
Cette espèce est endémique de Russie. Elle se rencontre dans l'oblast de l'Amour.

## Étymologie
Son nom d'espèce lui a été donné en référence au lieu de sa découverte, l'oblast de l'Amour.

## Publication originale
- Tullgren, 1907 : Zur Kenntnis aussereuropäischer Chelonethiden des Naturhistorischen Museums in Hamburg. Mitteilungen aus dem Naturhistorischen Museum in Hamburg, vol. 24, p. 21-75 (texte intégral).